# Leon Barański (bankier)
Leon Barański (ur. 18 marca 1895 w Chrzanowie, zm. 31 października 1982 w Menlo Park) – polski bankier.

## Rodzina i młodość
Syn Władysława (1858–1943) i Zofii z Zubrzyckich. Jego ojciec u końca kariery był hofratem Najwyższego Trybunału Sądowego i Kasacyjnego w Wiedniu, a po zakończeniu I wojny światowej – sędzią Sądu Najwyższego w Warszawie. Leon Barański przez osiem lat był uczniem Gimnazjum im. Św. Jacka w Krakowie. Maturę zdał w roku 1913 z wyróżnieniem i w tym samym roku rozpoczął studia na Wydziale Prawa Uniwersytetu Jagiellońskiego. Wojna światowa skomplikowała przebieg studiów. Przez następne trzy lata Leon Barański studiował na Wydziale Prawa i Nauk Politycznych Uniwersytetu Wiedeńskiego, gdyż w roku akademickim 1914/15 zawieszono wykłady na świeckich wydziałach UJ, gdy do Krakowa zbliżały się wojska rosyjskie. Barański uzyskał absolutoria obu Uniwersytetów. W Wiedniu zdał także: Państwowy Egzamin Sądowy (1917), a potem Państwowy Egzamin Polityczny (1918). Okres studiów zamknął doktorat Uniwersytetu Wiedeńskiego w zakresie nauk prawniczych, uzyskany 8 listopada 1918 r.[1]

## W Banku Polskim – dwudziestolecie międzywojenne
Leon Barański 5 kwietnia 1919 roku rozpoczął pracę w Ministerstwie Skarbu II Rzeczypospolitej. Po trzech miesiącach został pomocnikiem referenta w Ministerstwie Skarbu. Szybko robił karierę. Już jako referent, w roku 1922 w Dreźnie i Warszawie, brał udział w rokowaniach z Niemcami w sprawie rozliczeń finansowych. Od następnego roku przewodniczył Komisji Dewizowej Ministerstwa. W roku 1924 awansował na stanowisko naczelnika Wydziału Walutowego Ministerstwa Skarbu oraz objął funkcję komisarza Banku Polskiego. W roku 1926 został dyrektorem Departamentu Obrotu Pieniężnego. Na tej nominacji widnieją podpisy prezydenta, premiera i ministra skarbu. Kilkanaście miesięcy później został też członkiem Rady Nadzorczej Banku Gospodarstwa Krajowego. Bankowość nie była jedynym obszarem działalności Leona Barańskiego. Miał szersze zainteresowania ukierunkowane na przemysł (członek Rady Nadzorczej Państwowej Fabryki Związków Azotowych w Chorzowie, od 1924 r.; członek Rady Administracyjnej tego przedsiębiorstwa, od 1927 r.), legislację (referent Rady Prawniczej Ministerstwa Sprawiedliwości, od 1926) i rolnictwo (Komisarz Państwowy Poznańskiego Ziemstwa Kredytowego, od 1928 r.).
Rada Banku Polskiego uchwałą z dnia 27 października 1931 roku wybrała Leona Barańskiego na członka Dyrekcji Banku. Wiele przyczyn sprawiło, że tę funkcję objął dopiero po dwóch latach – w listopadzie 1933 r. W lutym 1934 r. Rada wybrała go na naczelnego dyrektora banku. Rok później minister skarbu zatwierdził tę decyzję.
Na uwagę zasługuje działalność Leona Barańskiego w okresie międzywojennym jako cenionego w Europie eksperta. W roku 1929 w Hadze brał udział w Międzynarodowej Konferencji do Spraw Odszkodowań. Był członkiem Komitetu Ekspertów przygotowujących Międzynarodową Monetarną i Ekonomiczną Konferencję w Londynie, w roku 1933. W ostatnich latach przed II wojną światową wchodził w skład Komitetu Ekspertów Ligi Narodów ds. pożyczek międzynarodowych.

## Wojenne losy polskiego zasobu złota
Dzieje Banku Polskiego podczas II wojny światowej były bardzo burzliwe. Po dramatycznej ewakuacji z Polski i krótkim okresie działalności w Rumunii, Bank zainstalował się w Paryżu, a po klęsce Francji znalazł swą ostateczną, wojenną, siedzibę w Londynie. Losy zapasów złota polskiego były jeszcze bardziej skomplikowane. Transport głównej części skarbu z Rumunii do Francji odbył się przez Turcję i Liban – ówczesną kolonię francuską. Natomiast zamierzona ewakuacja złota z Francji do Ameryki, w roku 1940, zakończyła się w Afryce, a Bank odzyskał kontrolę nad złotem dopiero w roku 1944. Wtedy złoto zostało drogą morską przewiezione do USA, Kanady i Anglii. Dzieje polskiego złota w wyczerpujący sposób przedstawił Wojciech Rojek[2].
We wrześniu 1939 r. Leon Barański wraz z kierownictwem Banku, zasobem złota i rodziną ewakuował się z Polski. Granicę polsko-rumuńską przekroczył 18 września razem z ostatnią czterotonową transzą złota[3]. Intensywne i długotrwałe starania o jej dalszą ewakuację nie zakończyły się sukcesem, ale część złota sprzedano na potrzeby wojska, fali uchodźców i rządu[2, s. 79],[4]. W rezultacie Leon Barański, w listopadzie 1939 r., jako ostatni z naczelnych władz Banku, opuścił Bukareszt, udając się do Paryża[2, s. 83]. Złoto przeczekało czas wojny w Rumunii i zostało zwrócone Polsce w roku 1947[2, s. 429]. W marcu 1940 r., jeszcze przed atakiem Niemców na Norwegię, Barański domagał się przygotowań do dalszej ewakuacji złota z Francji[2, s. 121]. Z końcem kwietnia, na dwa tygodnie przed ofensywą niemiecką, polemizował ze stanowiskiem rządu, który był temu przeciwny[2, s. 124]. Skarbowi polskiemu groziło też inne niebezpieczeństwo. Były to żądania strony francuskiej aby złoto wykorzystać na wspólne koszty prowadzenia wojny[2, s. 127]. Po prośbie Francji o zawieszenie broni, ale przed formalną kapitulacją, Francuzi przejęli złoto, kierując wiozący je statek do Dakaru zamiast – jak to było ustalone – do Ameryki[2, s. 143].
W tym czasie Rząd i Bank Polski ewakuowały się do Anglii w warunkach ogromnego chaosu. Jak pisze dyrektor Zygmunt Karpiński: Z tej – zdawało się, beznadziejnej – sytuacji wyprowadziła nas niezmordowana energia i siła woli Barańskiego[5]. Zdecydował on o ewakuacji Banku bez uzgodnień z Rządem, ustalił kto ma podjąć próbę przedostania się do Anglii oraz wytypował niezbędne do dalszej działalności Banku dokumenty, które koniecznie trzeba uratować.
Ucieczka do Anglii udała się. Nazajutrz po wylądowaniu w Liverpoolu, Leon Barański udał się do Londynu, aby z dyrektorem Banku Angielskiego, Harry Siepmannem, którego znał od dawna, ustalić warunki działania Banku Polskiego w Wielkiej Brytanii[6].
Przejęcie złota przez Francuzów spowodowało intensywną działalność dyplomatyczną z udziałem rządu RP, rządu Anglii oraz francuskiego rządu w Vichy. Pewne nadzieje dawała też możliwość opanowania Dakaru przez oddziały podległe generałowi de Gaulle[2, rozdział Dyplomatyczna ofensywa]. Dramaturgię wydarzeń oddaje krótka notatka z kalendarium tych wydarzeń: 27.IX 1940 Minister Strasburger zakomunikował dyr. Barańskiemu, że wobec ujemnego wyniku wyprawy Gen. De Gaulle do Dakaru Gen. Sikorski zamierza sprawę złota poruszyć ponownie wobec p. Churchilla, zaś on sam wybierze się w tej sprawie do Treasury[7]. Wszystkie te wysiłki spełzły na niczym. Złoto pozostało w Afryce.
Od 1941 roku w sytuacji Banku Polskiego nastąpiła pewna stabilizacja. Wytoczonymi w USA procesami, przeciwko Bankom Francji i Rumunii, zajmował się oddelegowany tam dyrektor Zygmunt Karpiński. Działania operacyjne na terenie Afryki były domeną dyrektora Stefana Michalskiego. Leon Barański, jako naczelny dyrektor banku, mógł realizować swe najważniejsze zadanie – planować przyszłość Banku w kontekście powojennej międzynarodowej współpracy gospodarczej, w skali całego świata. Działania te ułatwiał mu fakt, że nie był związany z żadnym stronnictwem politycznym. Był apolitycznym pragmatykiem i nawet najbliższa rodzina nie wiedziała, co myślał o politykach[3]. Podczas kryzysu politycznego po śmierci gen. Sikorskiego, gen. Józef Haller wypowiedział się za utworzeniem rządu bezpartyjnego, a wśród proponowanych kilku kandydatów na premiera wymienił Leona Barańskiego[8].

## Ład gospodarczy powojennego świata
Z końcem maja 1941 r., a więc zanim ZSRR stał się uczestnikiem wojny, Leon Barański w odczycie zorganizowanym przez Polish Research Centre w Londynie omawiał perspektywy odbudowy krajów Europy środkowej i wschodniej po zakończeniu wojny. Jego poglądy o potrzebie kredytów zagranicznych spotkały się z żywym zainteresowaniem S.D. Waleya, głównego zastępcy sekretarza HM Treasury[1]. Niedługo potem zostało założone w Londynie Stowarzyszenie Ekonomistów Polskich w Zjednoczonym Królestwie, liczące ponad stu członków. Towarzystwo wydawało kwartalnik „Ekonomista Polski” w nakładzie 1000 egzemplarzy. Prezesem Zarządu Stowarzyszenia w latach 1941–1946 był Leon Barański[9].
Gdy klęska Hitlera stała się już pewna, w Londynie i Waszyngtonie rozpoczęto dyskusję dotyczącą powojennej współpracy monetarnej i finansowej. Leon Barański uczestniczył w pracach obu zespołów. Podsumowaniem tych prac była konferencja w Bretton Woods (USA) w lipcu 1944 r. z udziałem delegacji około 40 państw[6, s. 280–281]. Biorąc za miarę ilość pełnionych w czasie zjazdu funkcji, Leon Barański był najbardziej aktywnym uczestnikiem ośmioosobowego polskiego zespołu[10, 11]. Rezultatem konferencji były decyzje o utworzeniu Międzynarodowego Funduszu Walutowego oraz Banku Światowego (BS)[12].
Rok 1945 przyniósł koniec wojny. Decyzje podjęte w Bretton Woods, Jałcie i Poczdamie zdeterminowały wiele wydarzeń. Z końcem czerwca Francja, a 5 lipca Anglia i USA cofnęły uznanie dla emigracyjnego rządu polskiego w Londynie i uznały rząd w Warszawie. Dnia 23 lipca dyrekcja Banku Polskiego podjęła decyzję o powrocie do kraju[2, s. 372–373]. Ta decyzja, w konsekwencji, zdeterminowała dalsze losy polskiego złota. Miała również bezpośrednie implikacje. Umożliwiła przekazywanie oszczędności Polaków z Anglii do Polski[6, s. 289–290].
Pod koniec roku Leon Barański brał udział w pracach Komitetu przygotowującego pierwsze Generalne Zgromadzenie Organizacji Narodów Zjednoczonych. W styczniu 1946 był uczestnikiem Zgromadzenia, które odbyło się w Londynie[1]. W marcu uczestniczył, jako członek delegacji polskiej, w międzynarodowej konferencji finansowej w Savannah (USA), podczas której ukonstytuowały się władze BS i Międzynarodowego Funduszu Walutowego. Leon Barański został wybrany jednym z 12 Executive Directors Banku na okres dwóch lat. W czasie tej pierwszej kadencji reprezentował Polskę, Czechosłowację i Jugosławię[6, s. 297]. Po ponownym wyborze w roku 1948 reprezentował również Finlandię (fot. 2)

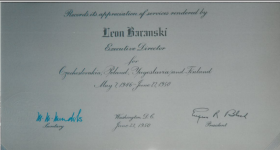
Pamiątkowa tablica w USA upamiętniająca pracę w Banku Światowym

17 kwietnia 1946 w Warszawie, z udziałem Leona Barańskiego jako naczelnego dyrektora, miało miejsce pierwsze po wojnie posiedzenie dyrekcji Banku Polskiego na terenie kraju[2, s. 375]. Podjęto uchwałę o wznowieniu działalności. Było już jednak jasne, że Bank Polski będzie ulegał stopniowej likwidacji oraz że powrót do Polski ma znaczenie symboliczne. Ale z formalnego punktu widzenia fakt powrotu był bardzo istotny – otworzył bowiem drogę do odzyskania kontroli nad zapasem złota zdeponowanym w Kanadzie, Rumunii, Anglii i USA[2, rozdziały: Zabiegi w Wielkiej Brytanii, Sytuacja w USA i w Kanadzie, Sprowadzenie złota z Rumunii do kraju]. Dwa ostatnie kraje stwarzały istotne trudności. W zaistniałej sytuacji, i wobec wyboru na jednego z dyrektorów BS, Leon Barański z dniem 1 maja 1946 zrezygnował z funkcji dyrektora Banku Polskiego i wrócił do Waszyngtonu. Inauguracyjne posiedzenie Rady Dyrektorów BS odbyło się 7 maja zapoczątkowując pracę nad organizacją Banku. Spośród 12 dyrektorów, 6 reprezentowało Europę (Anglię, Belgię, Francję, Grecję, Holandię i Polskę), czterech Amerykę (Chile, Kanadę Kubę i USA) oraz dwóch Azję (Chiny i Indie)[1].
W początkach roku 1950 Leon Barański, być może inspirowany przez Józefa Retingera[13], opracował obszerne, blisko 30-stronicowe memorandum O Ekonomicznej Integracji Zachodniej Europy[9, 14]. Podkreślał korzyści płynące z utworzenia wspólnego rynku i akcentował potrzebę wskazania źródeł finansowania niezbędnych dla modernizacji gospodarki. Analizował cechy powstających wspólnot ekonomicznych na przykładach USA, Niemiec po 1871 r. oraz Polski, po pierwszej wojnie światowej. Memorandum przekazane, między innymi, Robertowi Marjolin, francuskiemu ekonomiście uznawanemu za jednego z architektów powojennej Europy, spotkało się z niemal entuzjastyczną jego oceną (fot. 3)

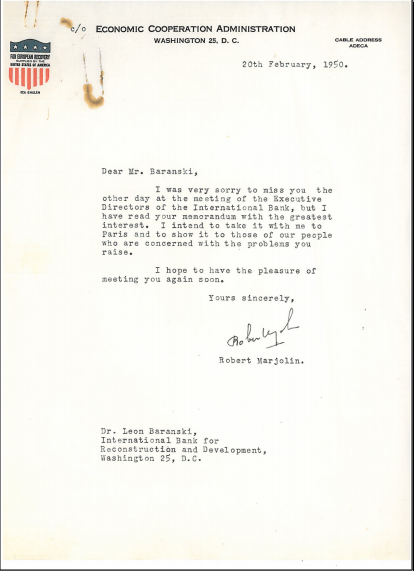
List do Leona Barańskiego od Roberta Marjolin w odpowiedzi na jego memorandum

Gdy długotrwałe starania o pożyczkę na rozwój śląskiego górnictwa nie skończyły się pomyślnie, a Polska wystąpiła z Banku Światowego[15], Leon Barański złożył rezygnację z zajmowanego stanowiska[1]. 22 czerwca 1950 r. zakończył pracę.

## W Afryce i Azji
Po rezygnacji z pracy dla Banku Światowego Leon Barański przez kilkanaście lat ukierunkował swoje zainteresowania na organizację finansów i gospodarki nowych państw, powstałych na gruzach systemu kolonialnego. Jedynym odstępstwem od tej reguły była Abisynia.

W latach 1951–1953 z nominacji cesarza Hajle Sellasje – pełnił funkcję dyrektora Banku Rozwoju Etiopii. W okresie 1954–1958 był, z ramienia ONZ, doradcą do spraw finansowych i monetarnych Państwowej Komisji Planowania Indonezji. Jako doradca gubernatora Banku Sudanu pracował w Chartumie od 1958 do 1962 roku. W stolicy Ghany, w Akrze, jako ekspert i stały przedstawiciel Banku Światowego, w latach 1962–1964 opracował analizę kryzysu finansowego państwa. 

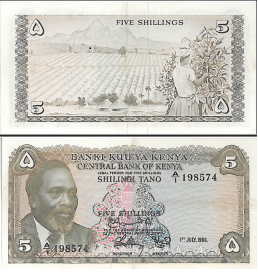
Kenijski banknot z sygnaturą Leona Barańskiego

Następnie z inicjatywy Międzynarodowego Funduszu Walutowego Leon Barański pracował w Kenii (1965–1967). Rząd powierzył mu funkcję doradcy ministra skarbu, a jako zadanie zlecił zorganizowanie Centralnego Banku Kenii. We wrześniu 1966, po otwarciu Banku, w obieg wprowadzono banknoty z podpisem Leona Barańskiego (fot. 4). Nieco więcej informacji o jego działalności w krajach Trzeciego Świata zawiera artykuł[10].
W roku 1967 Leon Barański przestał pracować. Przez 10 lat mieszkał w Woodford Green, na obrzeżach Londynu, aż do śmierci żony, Zofii z Zawadzkich. Potem przeniósł się do Menlo Park w Kalifornii, w pobliżu San Francisco. Tam spędził ostatnie lata wraz z jedyną córką Zofią i jej mężem, Jędrzejem Lipińskim, synem Wacława, znanego historyka. Leon Barański zmarł 31 października 1982 r.[1]
Zofia Lipińska, córka Leona Barańskiego, wraz z mężem, przekazała archiwum ojca jego bratankowi Andrzejowi Barańskiemu. Ten, jako pełnomocnik Zofii Lipińskiej, opracował zasadniczą część archiwaliów dotycząca historii polskiego złota. Państwo Lipińscy przekazali opracowane archiwum jako dar do Biblioteki Jagiellońskiej, co odnotował wydawany w Krakowie „Dziennik Polski” (29 sierpnia 2003). Pozostała część archiwum została włączona do zbioru o nazwie Dokumenty rodziny Barańskich i tak jest cytowana w niniejszym opracowaniu jako odnośnik[1]. Wszystkie informacje zawarte we wstępnej części tekstu i w jego dwóch fragmentach dotyczących pracy Leona Barańskiego w Banku Polskim, Afryce i Azji mają swe źródło w tych dokumentach i dlatego odnośnik[1], w drodze wyjątku, został umieszczony bezpośrednio po tytułach.

## Ordery i odznaczenia
- Krzyż Komandorski Orderu Odrodzenia Polski (10 listopada 1928)[2][3][1]
- Krzyż Oficerski Orderu Odrodzenia Polski (7 listopada 1925)[4][1]
- Krzyż Kawalerski Orderu Odrodzenia Polski (2 maja 1923)[5][1]
- Złoty Krzyż Zasługi (trzykrotnie: 9 listopada 1931[6], 26 sierpnia 1933[7], 11 listopada 1937[8])
- Krzyż Komandorski Orderu Legii Honorowej (Francja)[1]
- Krzyż Komandorski Orderu Leopolda (Belgia)[1]